# Мустафа Нури паша Съркатиби
Мустафа Нури паша Съркатиби (на турски: Mustafa Nuri Paşa, Sırkatibi) е османски офицер и чиновник.

## Биография
Роден е в 1798 година. От юни 1837 до май 1840 година е валия на Янина. От май 1840 до февруари 1843 година е главнокомандващ на армията. От февруари 1843 до юли 1843 е валия в Битоля на Румелийския еялет и едновременно в Одрин на Одринския. От 1844 до 1845 година е валия във Видин. От 1845 до 1849 е валия в Бурса на еялета Хюдавендигар, а в 1852 - 1855 година е валия в Триполи. В 1855 - 1856 г. е валия в Солун. От ноември 1859 до януари 1861 г. е валия в Багдад и едновременно командващ 6 армия. В 1877 година е избран за депутат в Османския парламент.
Умира в 1879 година.